# Praha-Uhříněves
Praha-Uhříněves egy csehországi vasútállomás, Prágában.

## Megközelítés helyi közlekedéssel
- Busz:  209, 213, 226, 227, 228, 229, 325, 364, 366, 382, 383, 906
- Vonat:   S9

## Vasútvonalak
Az állomást az alábbi vasútvonalak érintik:
- Prága–Benešov u Prahy-vasútvonal

## Szomszédos állomások
A vasútállomáshoz az alábbi állomások vannak a legközelebb:
- Praha-Horní Měcholupy
- Praha-Kolovraty